# En el nombre del padre (libro)
En el nombre del padre (título original, "Inocencia probada"), es un libro de Gerard Conlon. Fue publicado por Ediciones B en 1991.

## Reseña
«En el nombre del padre» es la autobiografía del irlandés Gerard Conlon, conocido como uno de los cuatro de Guildford. Un hombre que estuvo quince años preso, condenado con pruebas falsas por un crimen que no cometió. Su padre Giuseppe Conlon también estuvo preso junto él y falleció encarcelado. Gerard Conlon es detenido en 1974 y absuelto en octubre de 1989. Dedicó el libro a su padre y su familia.
El libro es un superventas, con reediciones en varios idiomas. En 1993, basado en este libro se filmó la película homónima dirigida por Jim Sheridan, protagonizada por Daniel Day-Lewis, Emma Thompson y Pete Postlethwaite.